# Окнянский сельский совет (Гусятинский район)
Окня́нский се́льский сове́т (укр. Вікнянська сільська рада) — входит в состав
Гусятинского района
Тернопольской области
Украины.
Административный центр сельского совета находится в 
с. Окно.

## Населённые пункты совета
- с. Окно